# Phaconeura mopamea
Phaconeura mopamea är en insektsart som beskrevs av Hoch 1990. Phaconeura mopamea ingår i släktet Phaconeura och familjen Meenoplidae. Inga underarter finns listade i Catalogue of Life.